# Lobidiopteryx veninotata
Lobidiopteryx veninotata là một loài bướm đêm trong họ Geometridae.